# 劉維明
劉 維明（りゅう いめい、1938年10月 - ）は中華人民共和国の政治家。生まれ。劉少奇の甥で17歳の時に共産党の活動を開始した。
広東省で長期にわたり炭鉱の業務に従事。1975年広東省革命委員会副主任、1978年中国共産主義青年団中央書記処書記、全国青年聯合主席代理、1985年から10年間広東省党委常務委員、副省長。1998年広東省全国政治協商会議常務副主席。
2006年1月12日、星島日報は劉維明が「重大な規律違反」を犯したため党籍剥奪と副省長クラス待遇の剥奪を報じた。関わったとされる大きな経済犯罪については明かされておらず、また証拠不十分で立件はされなかった。
第11期から13期の中央候補委員、全人代代表。

## 外部サイト
- 公式プロフィール